# Peugeot 2008
Peugeot 2008 — мини-кроссовер, выпускающийся французской компанией Peugeot с апреля 2013 года в Европе. В модельном ряду автомобиль заменил универсал Peugeot 207 SW. Цены в Германии начинаются с отметки 14 700 евро. В России автомобиль продается с начала 2014 года, цены начинаются с 899 000 рублей .

## Первое поколение

### Появление
Первые намерения выпустить маленький кроссовер компания высказала в 2008 году, когда собиралась сделать его на базе Peugeot 207. В 2010 году на Парижском автосалоне был показан концепт-кар HR1, который, однако, был трёхдверным. Затем, на Шанхайском автосалоне 2011 года, был представлен пятидверный концепт кроссовера SXC. На Пекинском автосалоне 2012 года был показан прототип Urban Crossover, ставший продолжением линейки маленьких концепт-кроссоверов. На Парижском автосалоне 2012 года компания представила концепт-кар под названием 2008, предварявший оригинальный кроссовер и раскрывавший будущий его дизайн. Наконец, на Женевском автосалоне 2013 года был показан серийный вариант автомобиля. В июне 2019 года, был анонсирован выпуск полностью электрической версии кроссовера.

### Шасси и оснащение
2008 построен на одной платформе с Peugeot 208 и разделяет с ним до 2/3 общих деталей, таких как приборная панель, консоль, двигатели и детали внешнего вида. Несмотря на класс автомобиля, он не имеет полного привода и имеет довольно малый клиренс, вместо них представлена антипробуксовочная система Grip Control с режимами «грязь», «снег», «песок» и отключение ESP.
В Германии автомобиль имеет 3 комплектации: Access, Active и Allure. В базовой автомобиль имеет простую аудиосистему и тканевые сиденья, в богатых появляется 7-дюймовый сенсорный экран, кожаные сиденья и руль, панорамное окно, двухзонный климат-контроль, навигационную систему и лакированные вставки.

### Двигатель и трансмиссия
На 2008 предлагаются 1,2-литровый атмосферный трёхцилиндровый и 1,6-литровый атмосферный и турбированный четырёхцилиндровые бензиновые двигатели, а также 2 четырёхцилиндровых турбодизельных мотора объёмом 1,4 и 1,6 литра, причём последний имеет 2 модификации. Все двигатели подходят экологическим нормам Евро-5, а дизельные, помимо этого, имеют систему «старт-стоп». В будущем возможно появление гибридной версии автомобиля.
К двигателям предлагаются 4 коробки передач: 5 и 6-ступенчатые механические и 4 и 6-скоростные автоматические.
- Размерность шин — 195/65R15, 195/60R16, R17
- Передняя подвеска — независимая, типа MacPherson, пружинная, стабилизатор поперечной устойчивости
- Задняя подвеска — полузависимая, пружинная
- Рулевое управление — шестерня-рейка, электроусилитель руля
- Передние тормоза — дисковые, вентилируемые
- Задние тормоза — дисковые
- Свесы — передний 820 мм, задний 801 мм[12]

### Безопасность
Автомобиль прошел тест Euro NCAP в 2013 году:
| Euro NCAP                                                          | Euro NCAP | Euro NCAP | Euro NCAP             |
| ------------------------------------------------------------------ | --------- | --------- | --------------------- |
| · общий рейтинг                                                    |           |           |                       |
| 88%                                                                | 77%       | 72%       | 70%                   |
| взрослый пассажир                                                  | ребёнок   | пешеход   | активная безопасность |
| Протестированная модель: Peugeot 2008 1.2 Vti 'Active', LHD (2013) |           |           |                       |

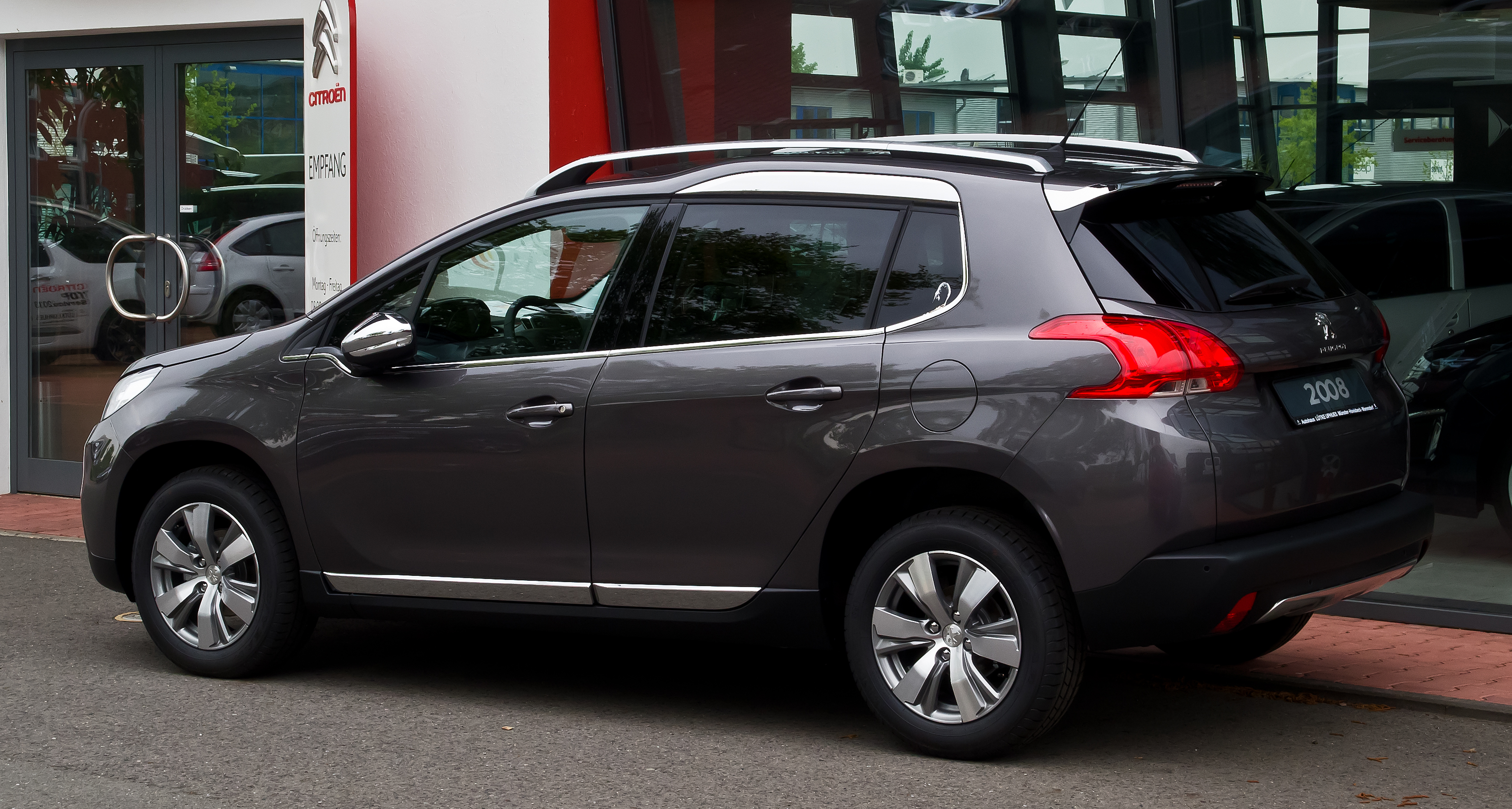
Вид сзади
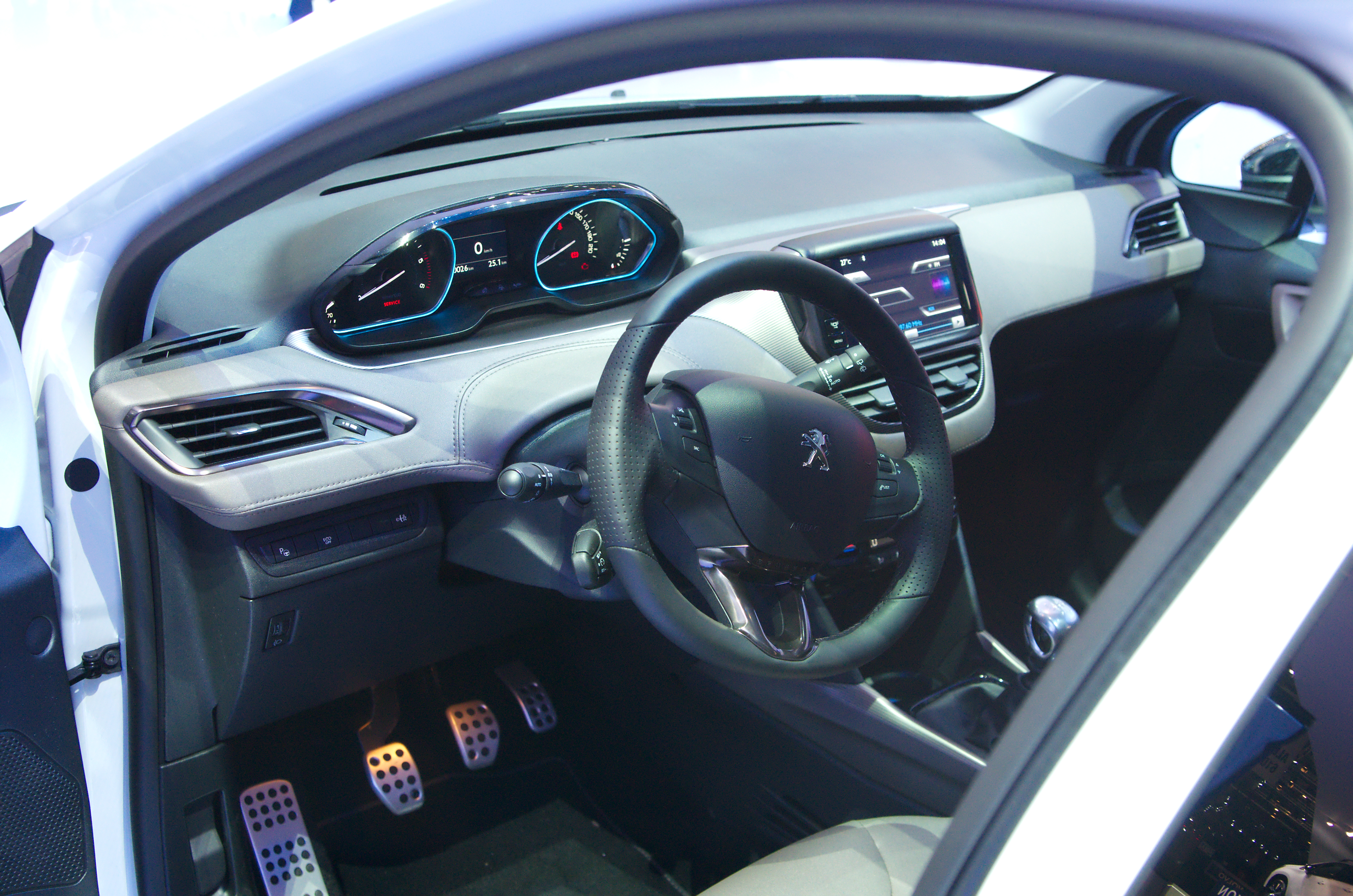
Место водителя
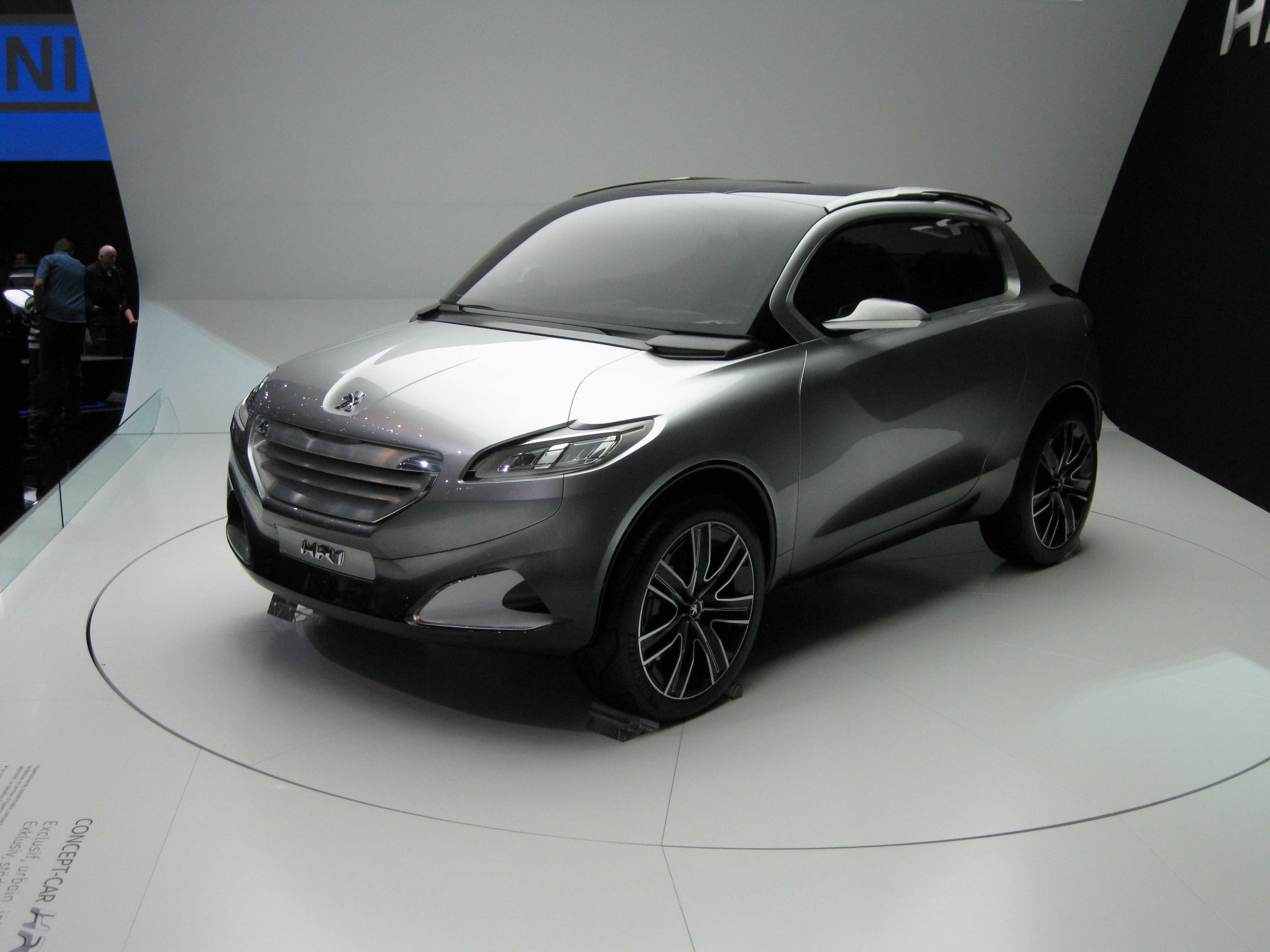
Концепт-кар HR1
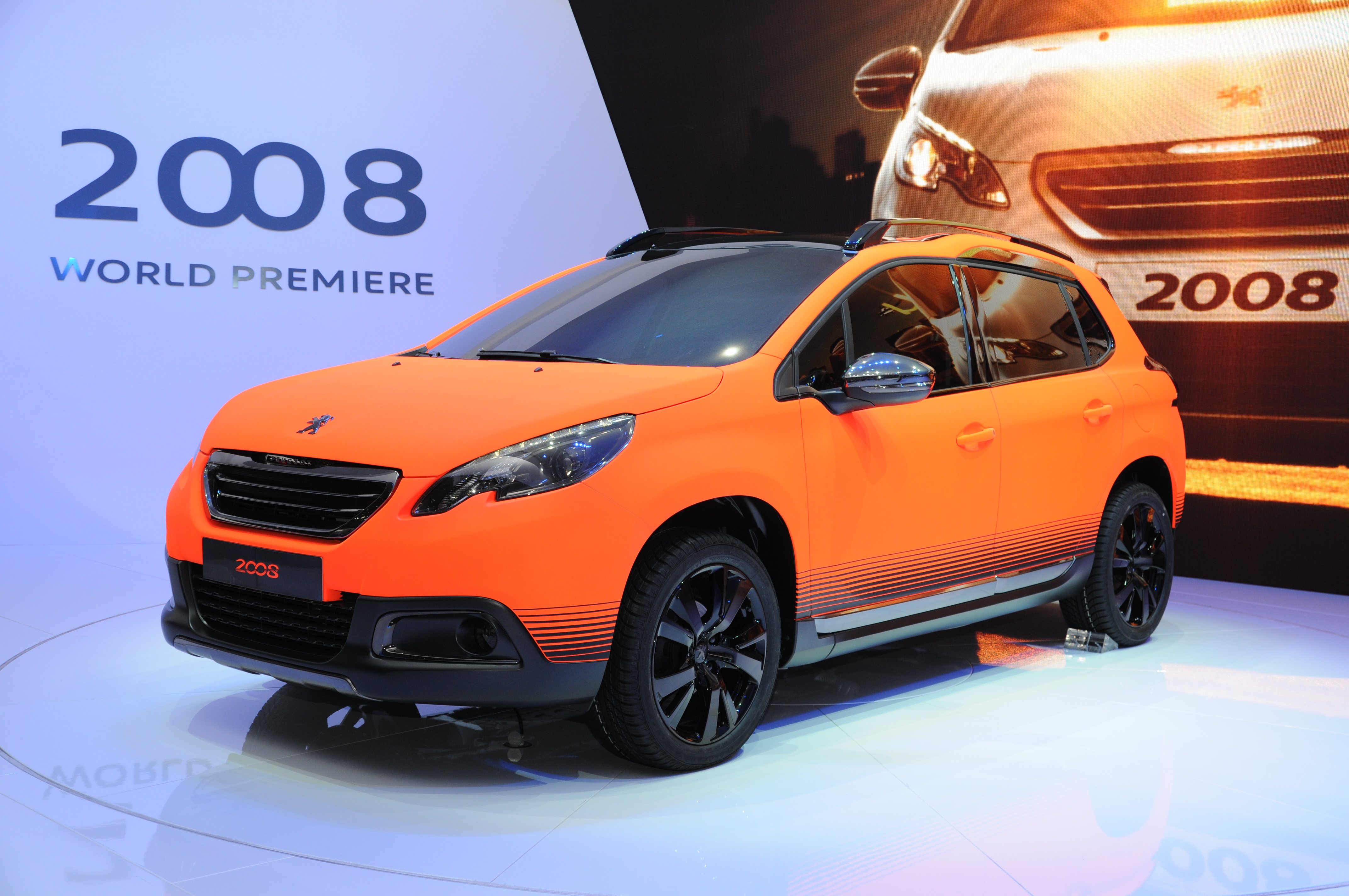
Концепт-кар 2008

## Второе поколение
Второе поколение Peugeot 2008 было представлено 19 июня 2019 года в Обервилье.

Новинка преобразилась снаружи и внутри, а также обзавелась электрической модификацией. Длина Peugeot 2008 II по сравнению с предшественником увеличилась на 140 миллиметров, колёсная база — на 60 мм, объём багажного отделения вырос до 434 литров.

4 мая 2023 года была представлена рестайлинговая версия Peugeot 2008 II.

### IKCO Reera
Иранская компания Iran Khodro с 2024 года производим кроссовер IKCO Reera, во многом основанный на базе Peugeot 2008 второго поколения.

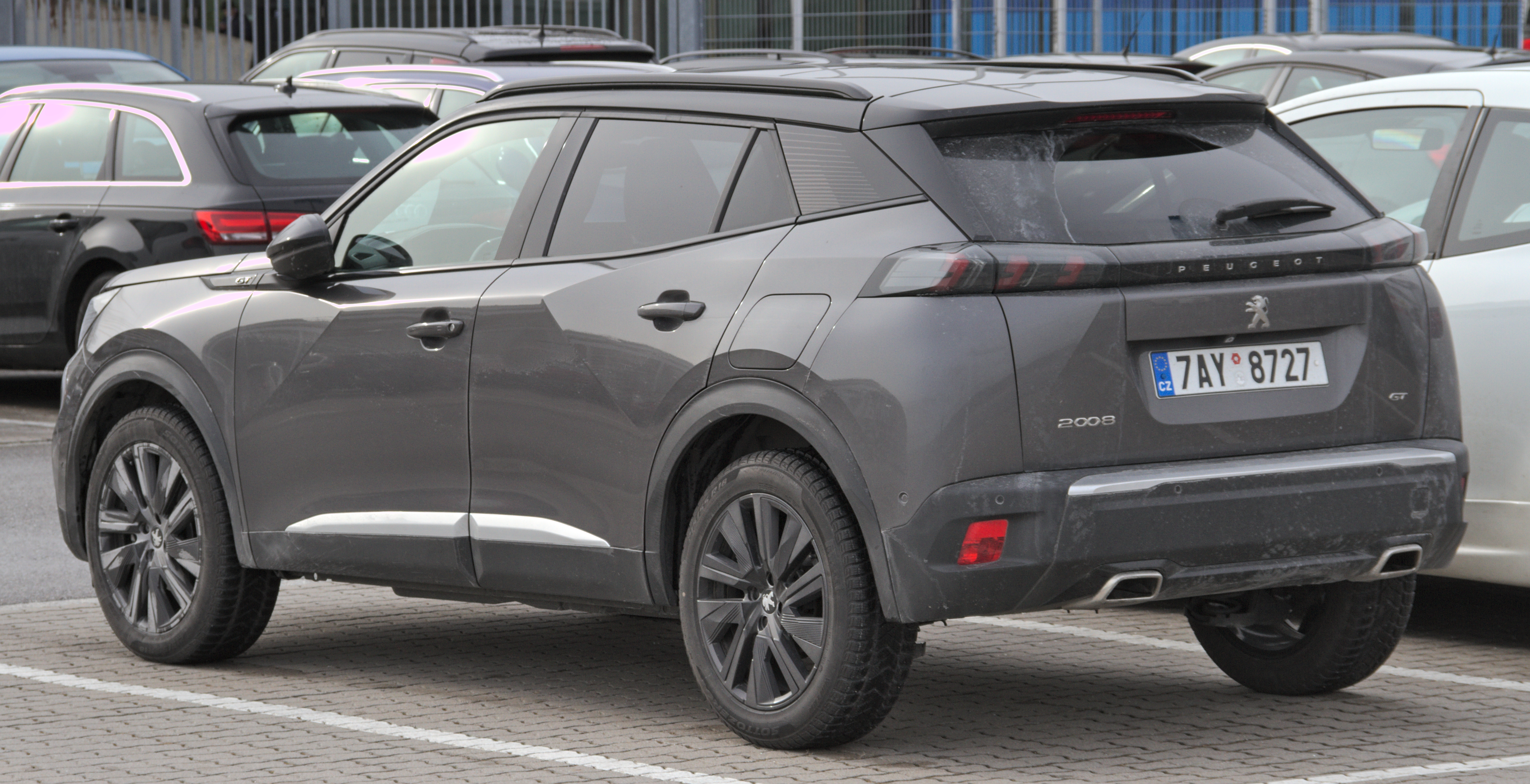
Вид сзади
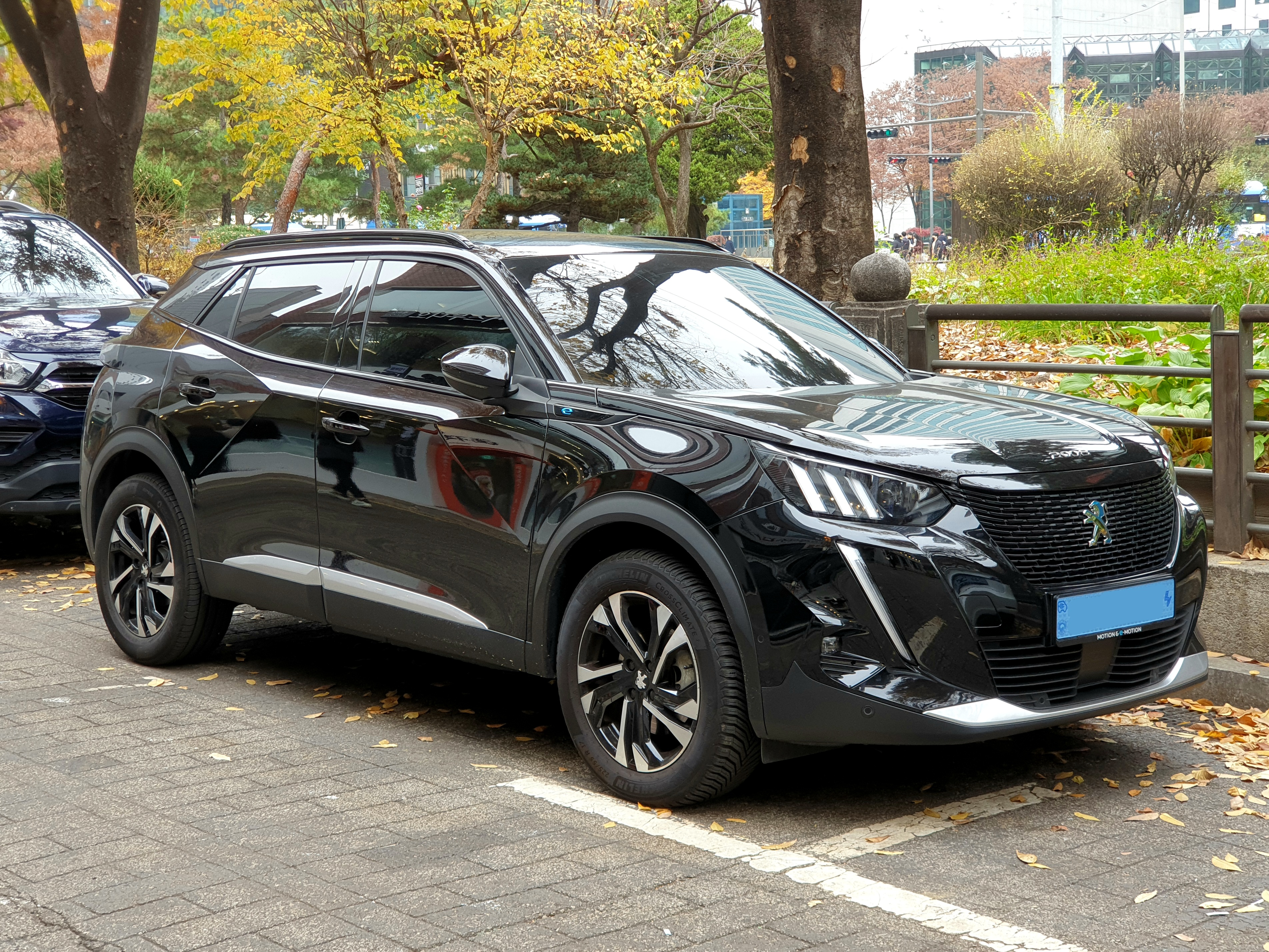
Электрическая модификация: Peugeot e-2008
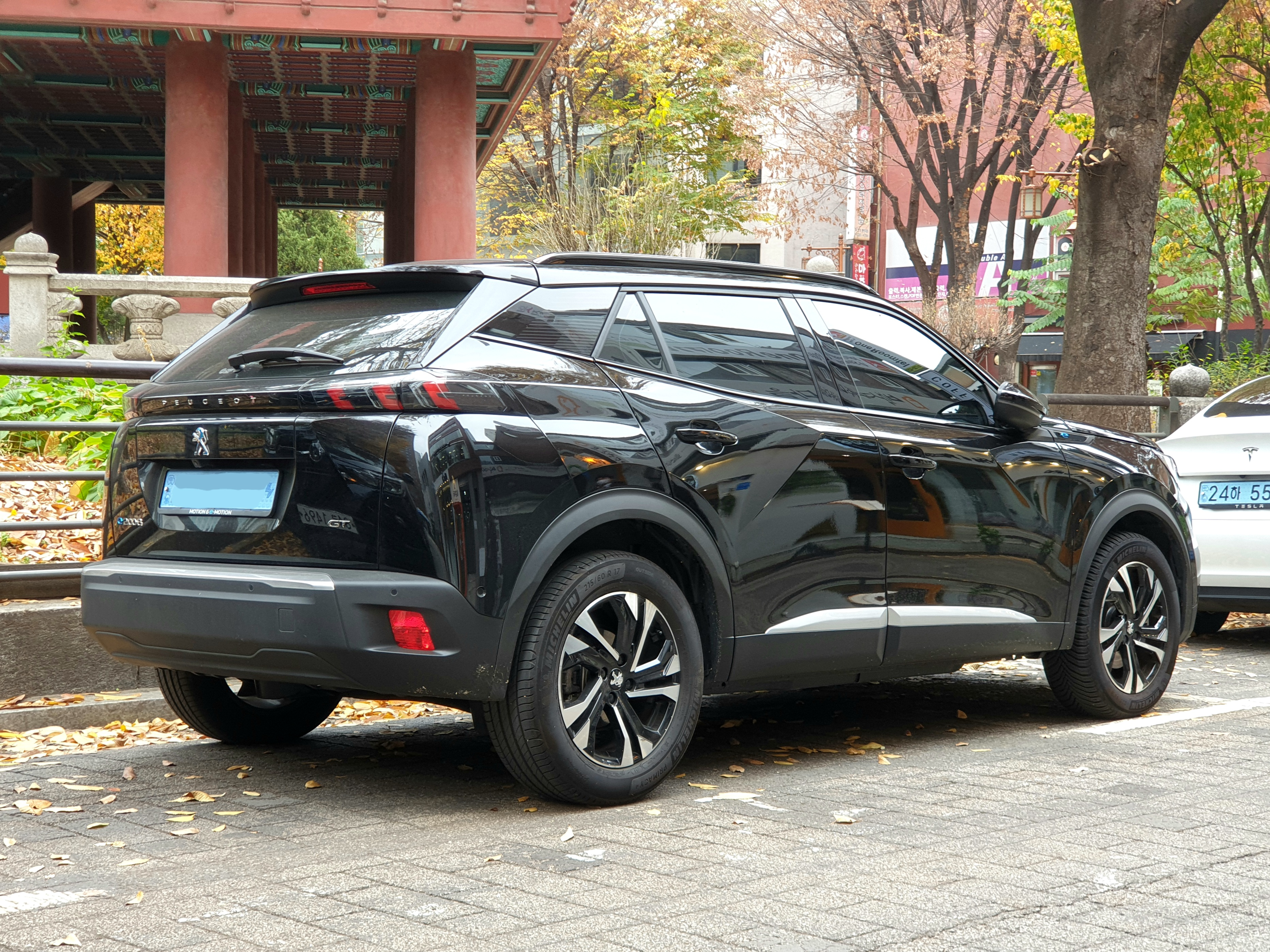
Peugeot e-2008, вид сзади
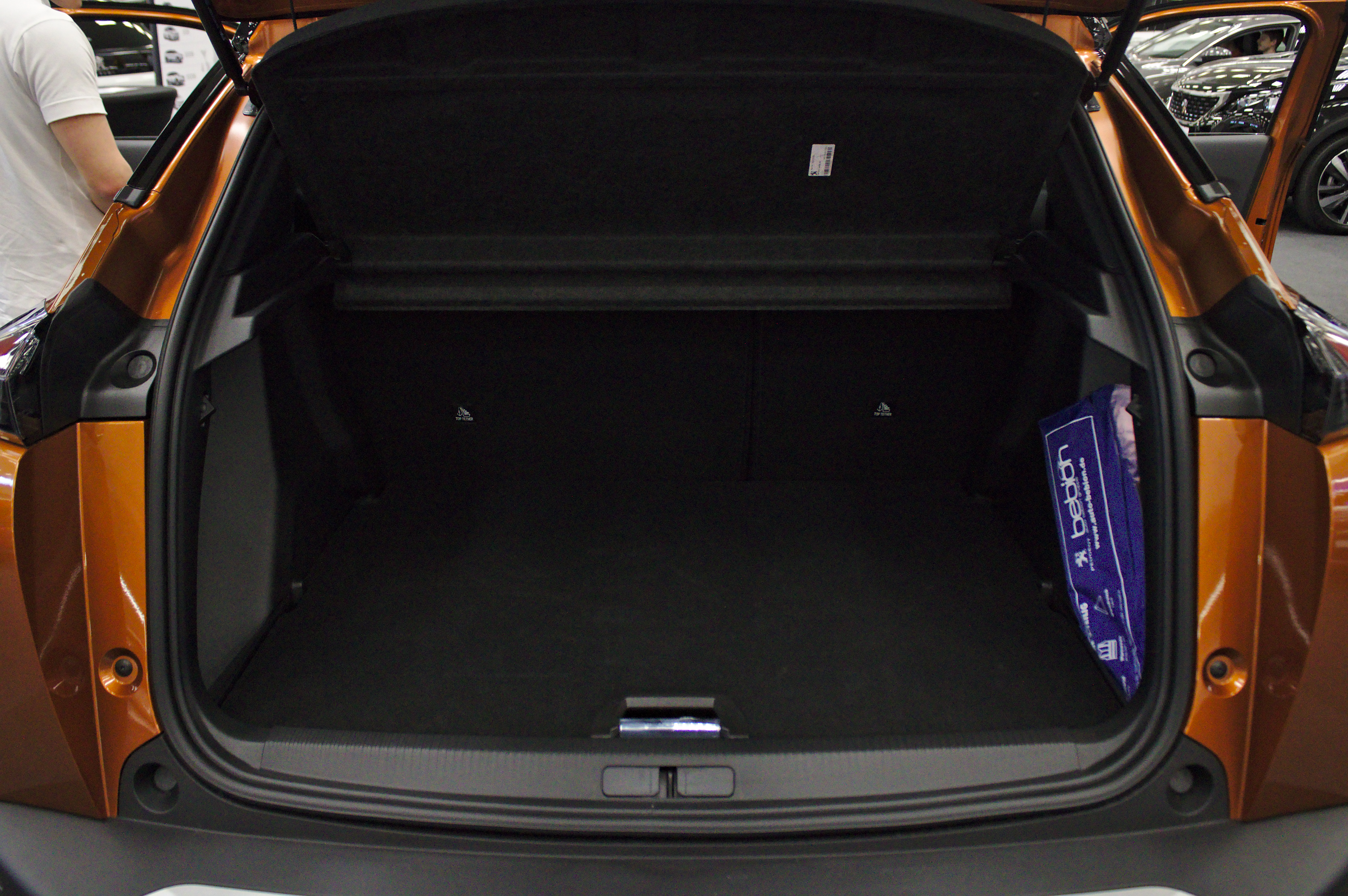
Багажник
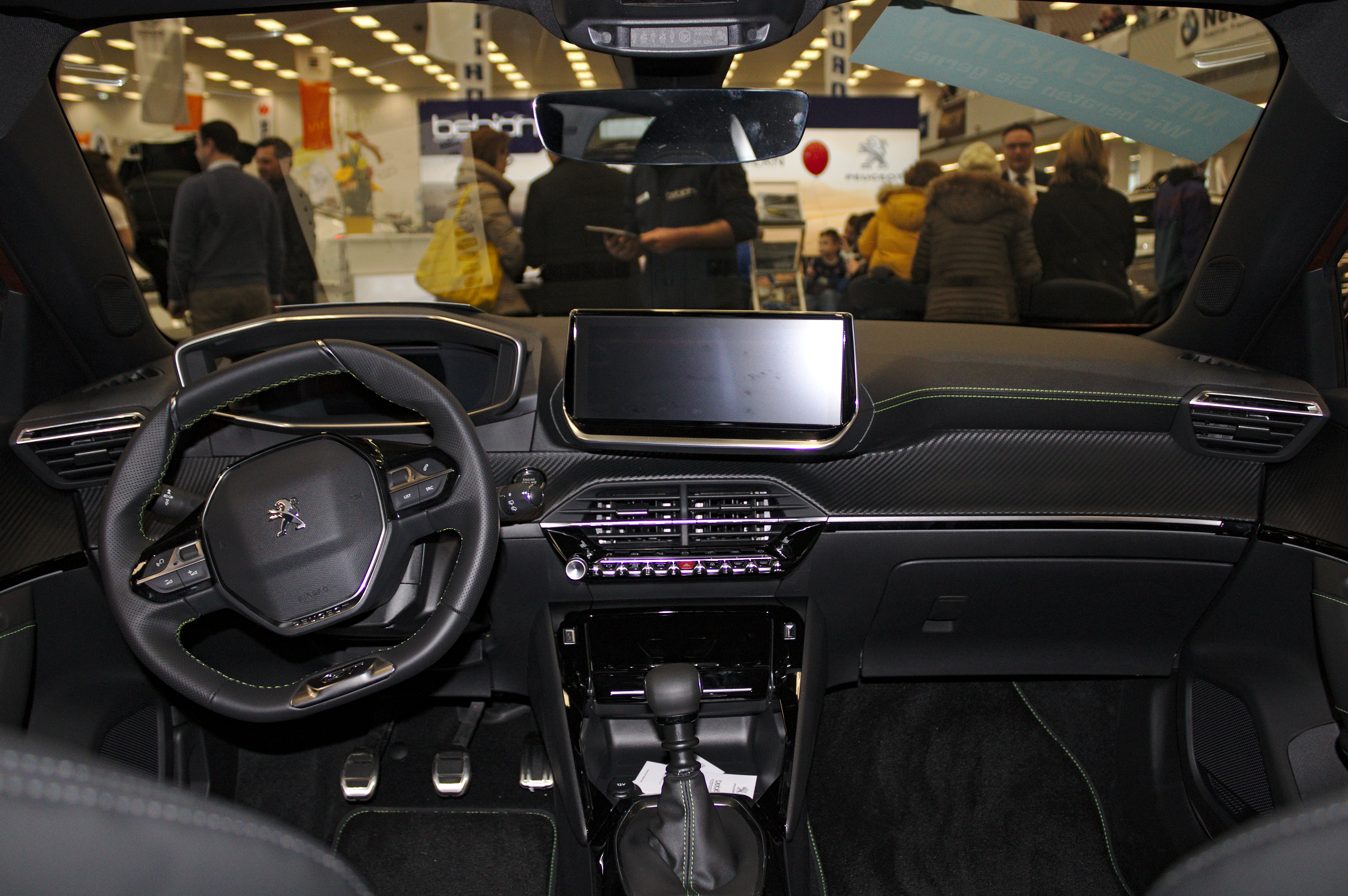
Салон